# Rafael Durán
Rafael Durán Rodríguez, detto Fali (19 maggio 1960), è un ex giocatore di calcio a 5 spagnolo.

## Carriera
Durán ha disputato l'intera carriera nelle Industrias García, alternando le mansioni da operaio con l'attività agonistica. Simbolo della società, che al termine della sua carriera ritirò il numero 6 adottato dal calcettista, fu il primo tesserato delle Industrias García a venire convocato nella Nazionale di calcio a 5 della Spagna. Come massimo riconoscimento in carriera vanta la partecipazione al FIFA Futsal World Championship 1989 dove la Spagna è stata eliminata al primo turno nel girone comprendente Brasile, Ungheria e Arabia Saudita.